# 이라고 수도

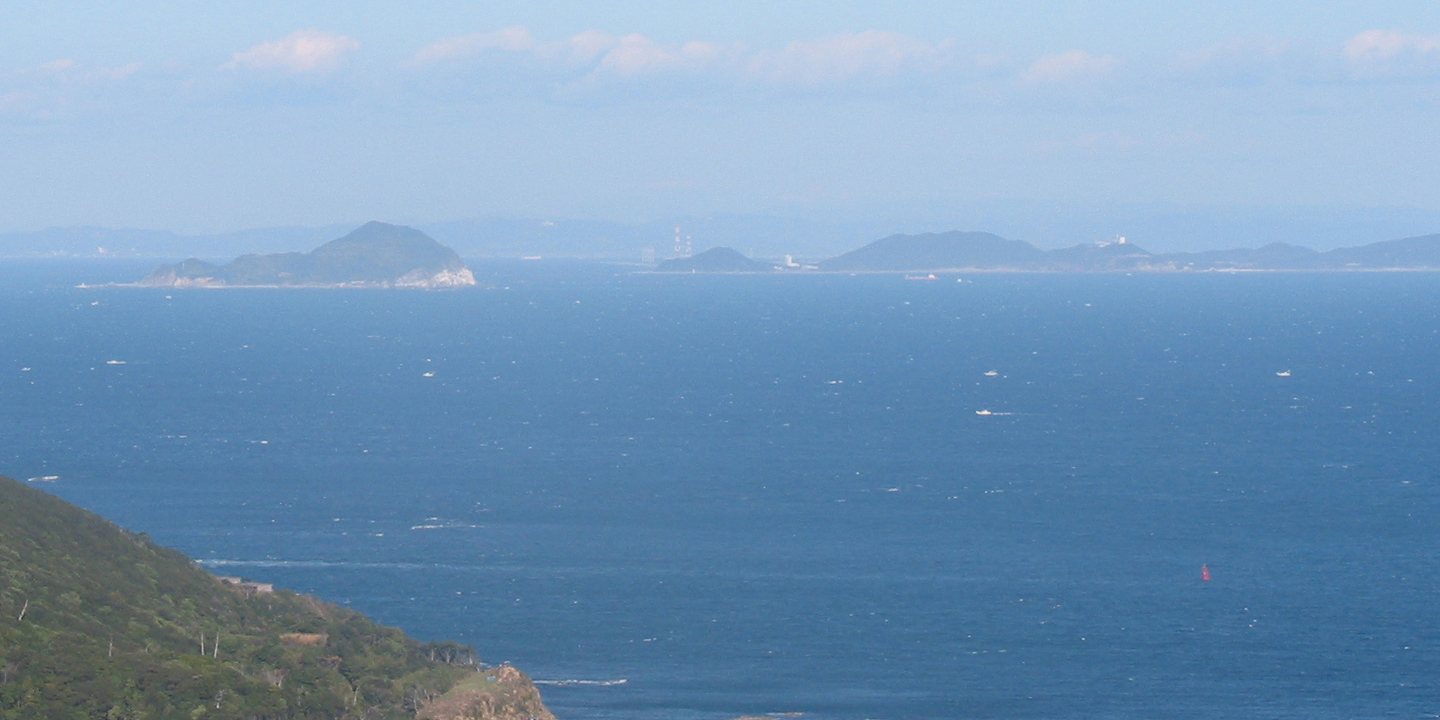
도바 전망대에서 본 이라고 수도

이라고 수도(일본어: 伊良湖水道 이라고 스이도[*])는 일본 아이치현 다하라시의 이라고 곶과 미에현 도바시의 가미 섬 사이에 있는 수도(水道)이다. 태평양과 이세 만, 미카와 만을 잇고 있다. 수도 중앙부에는 일본 해상교통안전법으로 정해진 이라고 수도 항로가 있다. 너비는 약 1,200미터이며, 길이는 약 3,900미터로 좁은 항로이지만 나고야 항, 욧카이치 항, 미카와 항 등 주변 지역의 여러 항만을 왕래하는 대형 선박이 하루에 100척 이상 통행하는 혼잡한 항로이기도 하다. 이 밖에도 고기잡이배 등 소형 선박도 지나다니기 때문에 이라고 수도는 외국 선박이나 총 1만톤 이상의 선박에 수선인을 의무적으로 승선시키도록 하는 '강제수선구'로 지정되어 있으며, 이세 만 해상교통센터의 관제를 받고 있다.
| 지타반도 아쓰미반도 ↖이세만 미카와만 이라고 수도 이라고곶 태평양 오카자키평야 |

## 같이 보기
- 엔슈나다